# Diego Marongiu
Diego Marongiu Del Rio (Banari, 13 settembre 1819 – Sassari, 11 ottobre 1905) è stato un giurista, politico e arcivescovo cattolico italiano.
È stato deputato alla Camera dei deputati del Regno di Sardegna tra il 1849 e il 1852, arcivescovo di Sassari dal 1871 al 1905 e docente di diritto canonico all'Università di Sassari.

## Opere
- (LA) Tractatus elementaris de ecclesia eiusque hierarchia, et potestate, Sassari, Ciceri, 1850.

## Genealogia episcopale
La genealogia episcopale è:
- Vescovo William Coppinger
- Vescovo John Murphy
- Arcivescovo Patrick Joseph Carew
- Arcivescovo Giovanni Antonio Balma, O.M.V.
- Vescovo Giovanni Maria Filia
- Arcivescovo Diego Marongiu Del Rio